# Парвовирус B19
Парвовирус В19 (англ. Primate erythroparvovirus 1) — патогенный для человека ДНК-содержащий вирус из семейства парвовирусов (Parvoviridae). Парвовирус В19 размножается в эритроидных клетках-предшественниках и вызывает их гибель. В зависимости от гематологического и иммунологического статуса заболевшего клиническая картина заражения может варьироваться в широких пределах: от бессимптомной эритроидной аплазии до хронической анемии. Вирус встречается по всему миру и довольно широко распространён.

## История исследований
Впервые парвовирус В19 был обнаружен в 1974 году. Своё название вирус получил по номеру образца сыворотки крови человека, из которой он был впервые выделен — образец № 19 из набора B. В 1985 году вирус был официально отнесён к семейству парвовирусов. В июле 2013 года в результате ревизии семейства сменил род на Erythroparvovirus, а название — на Primate erythroparvovirus 1.

## Структура
Парвовирус B19 имеет икосаэдрический капсид, состоящий из двух типов белковых субъединиц, VP1 и VP2, дополнительные внешние оболочки отсутствуют. Линейный размер вирионов — 22—24 нм. Генетический материал вируса представлен одноцепочечной линейной ДНК положительной или отрицательной полярности. Молекулярная масса зрелой вирусной частицы составляет 5,6 МДа. Вирус очень устойчив к физическим воздействиям: он остаётся жизнеспособным в течение 1 часа при температуре 56 °C, на него не действуют липидные растворители.
Геном парвовируса B19 состоит из кодирующей области длиной 4830 нуклеотидов, окружённой концевыми повторами по 383 нуклеотида, которые выполняют функцию сайтов инициации репликации. Помимо белков капсида, вирусная ДНК кодирует неструктурный белок NS1, который важен для контроля репликации вируса, и два белка с молекулярной массой 7,5 и 11 кДа, точная функция которых пока не установлена. Кроме того, недавно была описана ещё одна открытая рамка считывания, которая кодирует гипотетический белок X с неизвестной функцией.

## Жизненный цикл
Жизненный цикл парвовируса B19 состоит из следующих этапов:
- связывание с клеточным рецептором,
- интернализация,
- переход в ядро клетки,
- репликация ДНК,
- транскрипция,
- сборка капсидов,
- упаковка генома в капсид,
- лизис клетки-хозяина и выход вирионов[3].

Парвовирус B19 поражает клетки-предшественники эритроцитов, клетки фетальной печени и эритробласты пуповинной крови. Согласно современным представлениям, клеточным рецептором для парвовируса B19 является антиген группы крови P. Этот рецептор обеспечивает связывание вируса на поверхности клетки, но для его интернализации предположительно необходимо присутствие дополнительного рецептора — интегрина α5β1. Индивиды, у которых антиген P отсутствует, нечувствительны к заражению вирусом.
Репликация ДНК вируса происходит по механизму катящегося кольца.

## Парвовирусная инфекция
Парвовирус — классическая причина детской сыпи, которая называется Пятой болезнью или инфекционной эритемой или «Синдромом пощёчины». Болезнь, проявляющаяся подобным образом, была впервые описана Робертом Вилланом в 1799 году как «rubeola, sine catarrho». Антон Чамер в 1889 году рассматривал её как вариант краснухи. Идентифицирована как особое состояние в 1896 году Теодором Эшерихом, а в 1899 году получил название «инфекционная эритема». Термин «Пятая болезнь» был введён в 1905 году русско-французским врачом Леоном Шейнисом (1871—1924), который предложил пронумерованную классификацию шести наиболее распространённых детских экзантем.

### Эпидемиология
Парвовирус B19 — широко распространённый патоген. Антитела против этого вируса обнаруживаются у 2—15 % детей и более чем у 85 % пожилых людей. Вирус распространяется в основном воздушно-капельным путём, но заражение также возможно при парентеральном введении донорской крови или её компонентов и при пересадке органов. Кроме того, примерно в 30 % случаев происходит вертикальная передача вируса от заражённой матери к плоду; это в 2—5 % случаев приводит к водянке или гибели плода.

### Клинические проявления
Клинические проявления парвовирусной инфекции зависят от иммунологического и гематологического статуса индивида. У здоровых детей инфекция часто проявляется только в виде неопасной инфекционной эритемы или же протекает бессимптомно или неспецифически. Инфекционная эритема (син.: пятая болезнь, синдром пощёчины) — наиболее частое проявление парвовирусной инфекции у детей. Это отчётливо различимая сыпь, которой может предшествовать общая симптоматика. Сыпь на лице может быть интенсивно красного цвета (синдром отшлёпанных щёк). Сыпь симметричная, пятнисто-папулёзная, сетчатая («кружевная») появляется на туловище с тенденцией распространения на руки, бёдра, ягодицы. У взрослых парвовирусная инфекция чаще всего проявляется артралгией и артритом, в то время как поражения кожи менее распространены. К более редким симптомам относятся тромбоцитопения, нейрологические симптомы и миокардит.
Заражение парвовирусом B19 на фоне пониженной продукции или частой гибели эритроцитов может приводить к апластическому кризису (резкому падению уровня гемоглобина и прекращению созревания ретикулоцитов) и анемии, иногда смертельной. У больных с нарушенной функцией иммунной системы может развиться состояние хронической анемии.
Парвовирусная инфекция у беременных связана с тяжёлой анемией плода, иногда приводящей к выкидышу или мертворождению. Это вызвано сочетанием гемолиза эритроцитов, а также вируса, непосредственно негативно влияющего на предшественников эритроцитов в костном мозге. Риск потери плода составляет около 10 %, если инфекция развивается до 20 недели беременности (особенно между 14 и 20 неделями), на более поздних сроках риск снижается. Есть некоторые свидетельства того, что внутриутробная парвовирусная инфекция В19 приводит к аномалиям развития в детском возрасте.
Парвовирус В19 является причиной хронической анемии у людей со СПИДом. Это часто упускается из виду. Лечение внутривенным иммуноглобулином обычно устраняет анемию, хотя может произойти рецидив. Парвовирусная инфекция может вызвать воспалительную реакцию у пациентов со СПИДом, которые только начали антиретровирусную терапию.

### Диагностика
Диагноз может быть предположен на основании присутствия в костном мозге и периферической крови гигантских пронормобластов. Для подтверждения диагноза применяют следующие подходы:
- обнаружение вируса в крови больного методами электронной микроскопии, иммуноферментного анализа, гибридизации ДНК или полимеразной цепной реакции;
- обнаружение в крови больного антител против парвовируса B19[4].